# Raión de Jristínivka
Jristínivka (en ucraniano: Христинівський район) es un antigua unidad territorial administrativa de la región de Cherkasy. Formado en 1923 y liquidado en 2020. Después de la liquidación, el territorio del distrito pasó a formar parte del distrito de Uman.
Comprende una superficie de 632 km².
La capital es la ciudad de Jristínivka.

## Demografía
Según estimación 2010 contaba con una población total de 3618 habitantes.

## Otros datos
El código KOATUU es 7124600000. El código postal 20000 y el prefijo telefónico +380 4745.